# چسترفیلد غربی (نیوهمپشایر)
چسترفیلد غربی (به انگلیسی: West Chesterfield) یک منطقهٔ مسکونی در ایالات متحده آمریکا است که در شهرستان چشایر، نیوهمپشایر واقع شده‌است. چسترفیلد غربی ۱۱۰٫۹۵ متر بالاتر از سطح دریا واقع شده‌است.